# Falsett
Falsett (av italienska falso, ’falsk’) är en tal- och sångteknik där man använder ett högre röstregister än bröströst. Manliga sångare som sjunger i falsett kallas i den klassiska musiktraditionen kontratenorer. Falsettsång används till exempel inom barbershop.
Även kvinnor kan sjunga i falsett, men röstkvaliteten skiljer sig då inte lika mycket från vanlig sång. Därför brukar man i sångsammanhang inte behandla den kvinnliga falsetten speciellt. Motsvarigheten till kvinnlig falsett kan refereras till som halvröst eller huvudklang.

## Målbrottet
Falsett finns även hos mäns talröst. När pojkar som befinner sig i målbrottet ibland ofrivilligt växlar över till att prata högt och pipigt (så kallat registerbrott) hamnar de i något slags falsett. 

## Fysiologi
När man sjunger eller talar i falsett är stämbanden inte lika kraftigt sammanförda och vibrerar endast på de tunna kanterna. Luftflödet är fibrilt och konstant. 

## Kända falsettsångare
Kända falsettsångare inom pop och rock är bland andra Dieter Bohlen, Thomas Anders (Modern Talking), Curtis Mayfields, Prince, Michael Kiske (Unisonic, Helloween) Brian Wilson (The Beach Boys), Michael Jackson (Jackson 5 och solo), Matthew Bellamy (Muse), King Diamond (Mercyful Fate och solo), Barry Gibb (Bee Gees), Freddie Mercury (Queen), Justin Hawkins (The Darkness), Thom Yorke (Radiohead), Jón Þór Birgisson (Sigur Rós) och Bruce Dickinson (Iron Maiden), Chris Martin (Coldplay), Tobias Sammet (Edguy och Avantasia), Tony Kakko (Sonata Arctica), Vince Neil (Mötley Crüe) Tiny Tim (Tiptoe), Tatsurou Iwakami (Mucc), Cam Pipes (3 Inches of Blood), Rob Halford (Judas Priest), Russel Mael (Sparks), Daniel Heiman (Lost Horizon, Heed), Jimmy Somerville (Bronski Beat & The Comunards), James Vincent McMorrow 
Sylvester (James) 